# 大孔布雷斯
大孔布雷斯是西班牙安达卢西亚自治区韦尔瓦省的一个市镇。总面积122平方公里，总人口2060人（2001年），人口密度17人/平方公里。